# Castello di San Giorgio (Cesena)
Il castello di San Giorgio era un castello nella omonima frazione del comune di Cesena risalente al XV secolo.

## Storia
Nell'aprile del 1401 Carlo I Malatesta intraprese le trattative per acquisire i poderi di San Giorgio e, grazie al vescovo di Bertinoro, riuscì a scambiarli con i poderi di Sant'Egidio. A quei tempi il territorio si presentava scarsamente popolato con zone boschive e pascoli. Nel 1403 inizia la costruzione del castello di San Giorgio. Il castello doveva essere una residenza di caccia con funzioni di magazzino per le granaglie coltivate. Lo si utilizzò soprattutto come avamposto di protezione dalla potente Repubblica di Venezia.
I Malatesti ebbero ingenti interessi in Lombardia, al punto che una figlia di Andrea Malatesta, Antonia, nel 1408 divenne moglie di Giovanni Maria Visconti. Il trittico scultoreo che era esposto sulla torre del castello di San Giorgio evidenzia il legame delle due famiglie. Le figure esterne, una pantera ed un elefante, di eguale dimensioni rappresenta l'unione Visconti-Malatesti, entrambe molto legate al santo guerriero che uccide il drago.
Dopo la scomparsa del marito, Antonia ritornò a Cesena nel 1412. I rapporti fra le due famiglie, già precari, divennero pessimi. Ne è un esempio l'assalto e la conquista da parte dei Malatesti della porta Vercellina di Milano nel 1409, dalla quale furono asportate le catene e la campana che andarono ad adornare, come trofeo di guerra, la torre del castello.
Dopo la morte di Andrea nel 1409, il fratello Pandolfo III Malatesta proseguì la costruzione del castello terminata attorno al 1424. Il corpo centrale era costituito da un magnifico palazzo tutto in volta, inserito in una cinta quadrata di mura spesse quattro metri, ogni lato misurava 200 piedi, 107 metri e su ciascuno dei quattro angoli c'erano torrioni rettangolari sporgenti dalle mura. Osservandola dal lato sud si sarebbe notata, fra i baluardi, una piccola torre e un'altra enorme, in linea con le mura ed eretta esattamente sull'incrocio delle due vie San Giorgio e Montaletto, per avere le strade sorvegliate a vista.
Nel 1435, Sigismondo Pandolfo Malatesta e Domenico Malatesta si divisero i domini e a quest'ultimo rimasero Cesena, Bertinoro, Meldola, Sarsina, Roncofreddo e i castelli del Piviero di Sestino. Il castello di San Giorgio ne faceva parte ed era l'avamposto del sistema difensivo di Cesena, con i paesani eretti a esercito, diventando una extraterritorialità rispetto Cesena.
Nel 1462 la pestilenza portò le casse di Malatesta in rosso. Non avendo figli, si decise che alla sua morte i beni sarebbero tornati alla Chiesa. Deceduto nel 1465 il debito ammontava a 6000 ducati, oltre ai lavori iniziati da completare. I papi emanarono varie disposizioni, fra i quali la vendita dei vasti terreni di San Giorgio. In quel periodo, nel castello, si succedettero dei custodi, che dietro compenso lo presidiavano e assieme ai contadini sorvegliavano la zona.
In un documento del 1489, si legge: “El magnifico palazzo, tutto in volta nello castello de Sangiuorgio fora de Cesena, fatto dal signor Malatesta, questo anno fu tutto getato a terra da Francesco deli Ubaldini, per vendere le prede e guasto quello bello edificio biasimato de ognomo”. Le pietre servirono per edificare la chiesa di San Domenico nella contrada Ceserina.
L'alleanza Fra il papato e Venezia, la guerra portata in Italia da Francesco I di Francia e il Sacco di Roma (1527), fecero passare in secondo piano le vicende di un piccolo avamposto dello Stato della Chiesa.
Dal 1531 i documenti tornano a raccontarci di un tentativo di impadronirsi del castello. Alessandro Pasolini di Cesena, scrisse una “supplica” a Clemente VII alla quale il Papa rispose. Si concedeva al Pasolini una torre chiamata San Giorgio. Venivano concessi in perpetuo, al richiedente e ai suoi eredi in cambio di una libbra di cera come canone. I saggi di Cesena non tennero conto di questa supplica e continuarono ad affidarlo a nuovi castellani. Nel 1585 dove si iniziò ad affittare il castello al cavaliere Lancillotto Lancetti al prezzo di sedici scudi d’oro annui.
Nel 1627 veniva concesso in locazione a Don Nucci che era anche il parroco di San Giorgio, il quale però, promosso a vicario generale nel 1632 se ne andò, lasciando le mura con evidenti tratti mancanti per l'asportazione dei mattoni usati nel restauro della chiesa.
I trofei esistenti nella torre, vennero rimossi nel 1820 e collocati nelle scale del palazzo comunale. Negli anni il degrado continuò e nel 1834, poiché in possidenza Comandina si necessitava di una nuova chiavica, il Magistrato ordinò di utilizzare le pietre delle mura, considerata ormai una cava.
Dopo l'unità d'Italia si cominciò ad istituire scuole pubbliche e la torre ospitò la prima elementare dall'anno scolastico 1869-1870.
Già nel 1883, l'ex prefetto Bonafede Montanari riporta che "del castello non resta che la torre", abbattuta nel 1944 durante la seconda guerra mondiale.
Durante la seconda guerra mondiale la torre venne usata come rifugio antiaereo. Il 18 ottobre del 1944 i tedeschi la minarono e il mattino seguente la fecero esplodere assieme al campanile che rovinò sulla chiesa. Le pietre della torre, furono utilizzate per chiudere le buche nelle strade e riparare le case. Del castello di San Giorgio rimangono le sculture che adornavano la torre, esposte presso la Biblioteca Malatestiana e documenti storici che citano la sua esistenza.